# Union Terrace Gardens

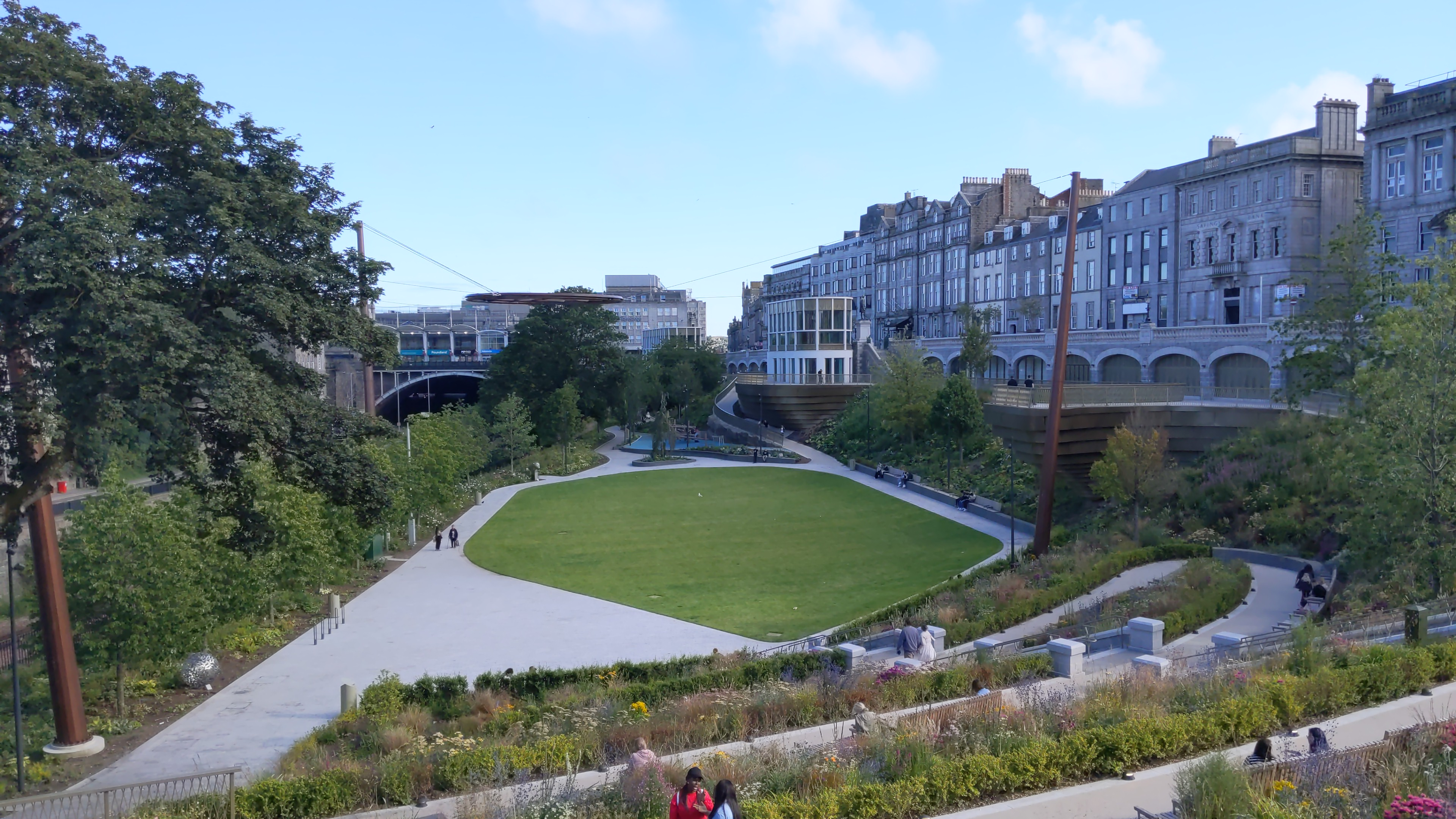
Blick von Norden mit der Union Bridge und der Trasse der Bahnstrecke Aberdeen–Inverness auf der linken Bildseite

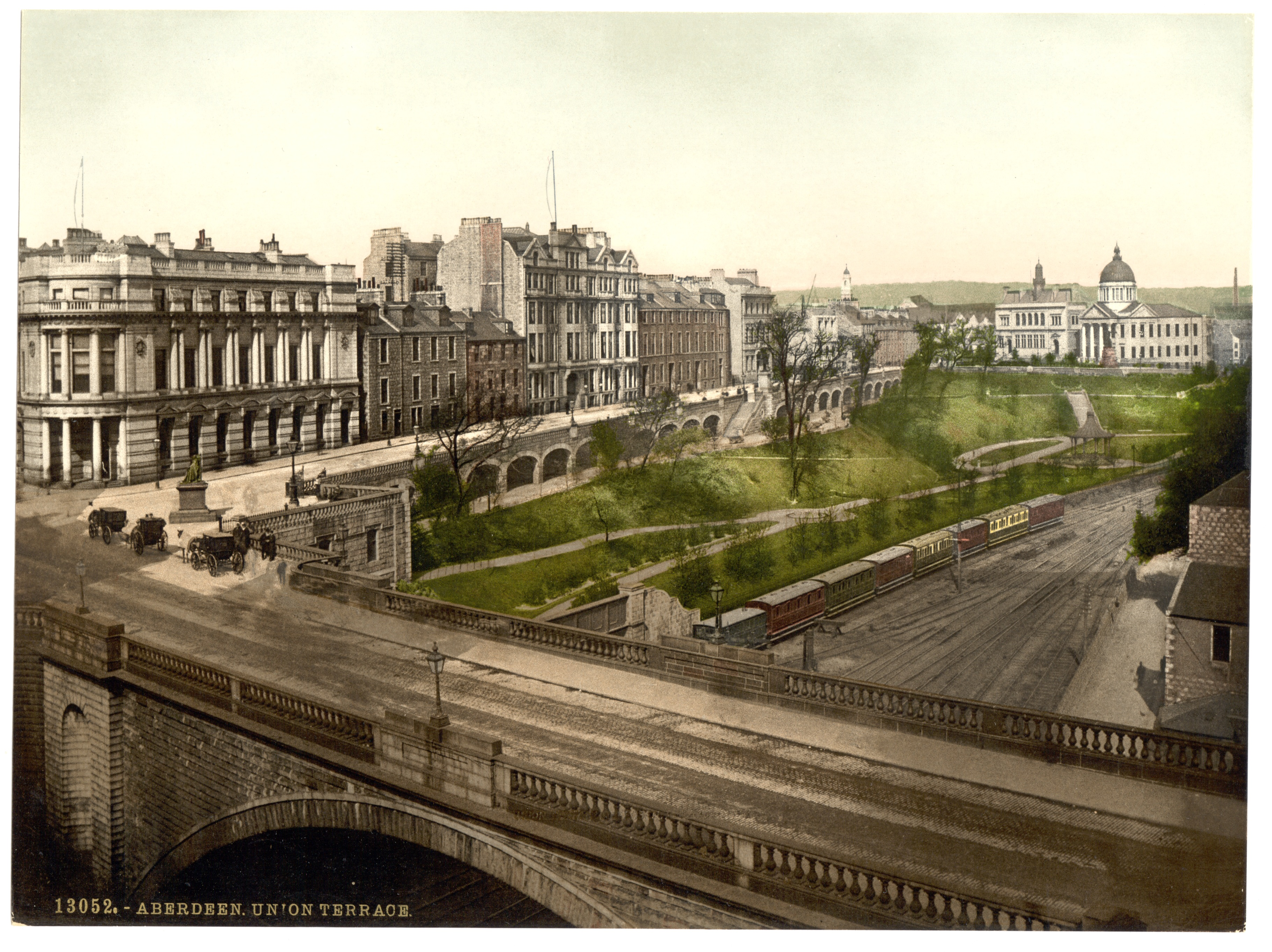
Blick von Süden um 1905. Erkennbar ist der nicht erhaltene Pavillon

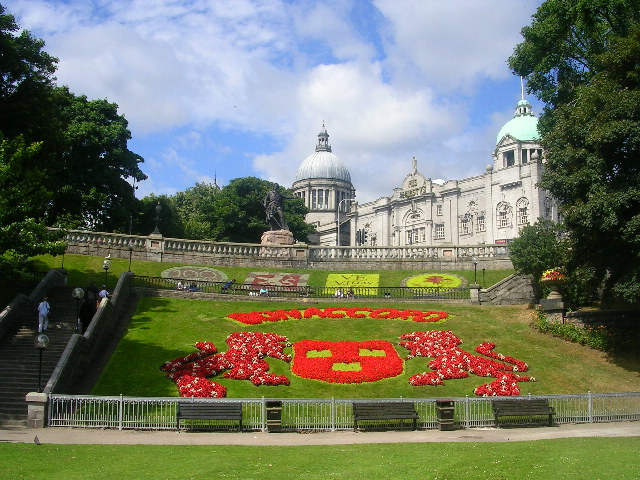

Die Union Terrace Gardens sind eine etwa 1,6 Hektar bedeckende Parkanlage im Zentrum der schottischen Stadt Aberdeen. Die baulichen Parkanlagen sind als Denkmal der Kategorie B geschützt. Vier Statuen an den Parkzugängen sind separat als Kategorie-B-Bauwerke klassifiziert.

## Geschichte
Der kurze Fluss Den Burn hatte sich ein steiles Tal im Zentrum Aberdeens geschnitten. Mit dem Bau des Bahnhofs Aberdeen wurde er unterirdisch kanalisiert, um den Bau der durch das Tal geführten Bahnstrecke Aberdeen–Inverness nördlich des 1867 errichteten Bahnhofs Aberdeen zu ermöglichen. Der steile Hang des Den Burns wurde zuvor als Tuchbleiche genutzt. Mit der Einrichtung der Bahnanlage wurde die Anlage des Parks geplant und schließlich 1868 durch James Matthews begonnen. 1879 wurde der Park für die Öffentlichkeit geöffnet. In den 2000er Jahren lagen die Union Terrace Gardens in wenig gepflegtem Zustand bei einsetzendem baulichen Verfall vor. Nach dem Beschluss zur Wiederherstellung der Anlage wurde eine öffentliche Ausschreibung begonnen, deren Sieger der Auftrag jedoch wieder entzogen wurde. Im Anschluss an eine erneute Ausschreibung nach Bürgerbeteiligung im Jahre 2016 wurden die Arbeiten 2019 begonnen. Die 2022 abgeschlossenen Arbeiten schlugen mit 28,3 Mio. £ zu Buche. Sie umfasst neben der landschaftsarchitektonischen und baulichen Restaurierung die Installation eines neuen Beleuchtungsschemas, behindertengerechte Zugangsmöglichkeiten sowie die Einrichtung eines Spielplatzes und weiterer Toilettenanlagen.

## Beschreibung
Die Straße Union Terrace mit ihren denkmalgeschützten Gebäuden, von denen 1–3 Union Terrace als Denkmal der höchsten Kategorie A eingestuft ist, begrenzt die Union Terrace Gardens im Westen. Jenseits der begrenzenden Bahntrasse entlang der Ostflanke verläuft die Denburn Road mit den Triple Kirks. Im Norden begrenzt der Denburn Viaduct und im Süden die Union Bridge das Areal.
Die Terrassierung mit der ellipsenbogigen Blindarkade der Stützmauer an der Westflanke wurde in den 1870er Jahren von A. Marshall Mackenzie geplant. 1891 wurde die Terrassierung erweitert.

### Statuen
Die 1888 von W. Grant Stevenson geschaffene Bronzeplastik von William Wallace steht an der Nordseite des Parks. Sie ruht auf einem Postament aus rötlichem Granitbruch. Unweit befindet sich die Plastik Prinz Alberts. Sie wurde 1865 von Carlo Marochetti geschaffen und ruht auf einem rötlichen Granitblock. Am zentralen westlichen Abgang befindet sich die Statue zum Gedenken an Robert Burns. Das Bronzestandbild rugt auf einem ornamentierten Granitpostament. Es wurde 1892 von H. Bain Smith geschaffen. A.G.R. Mackenzie schuf 1914 in Zusammenarbeit mit Alfred Drury das Standbild von Eduard VII. Es handelt sich um eine Granitskulptur, die auf einem opulenten Postament steht. Auf deren Fuß sitzt eine kleinere Bronzegruppe.

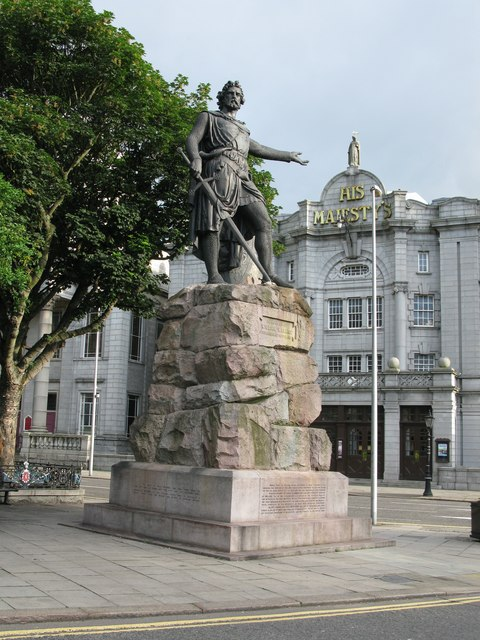
William Wallace
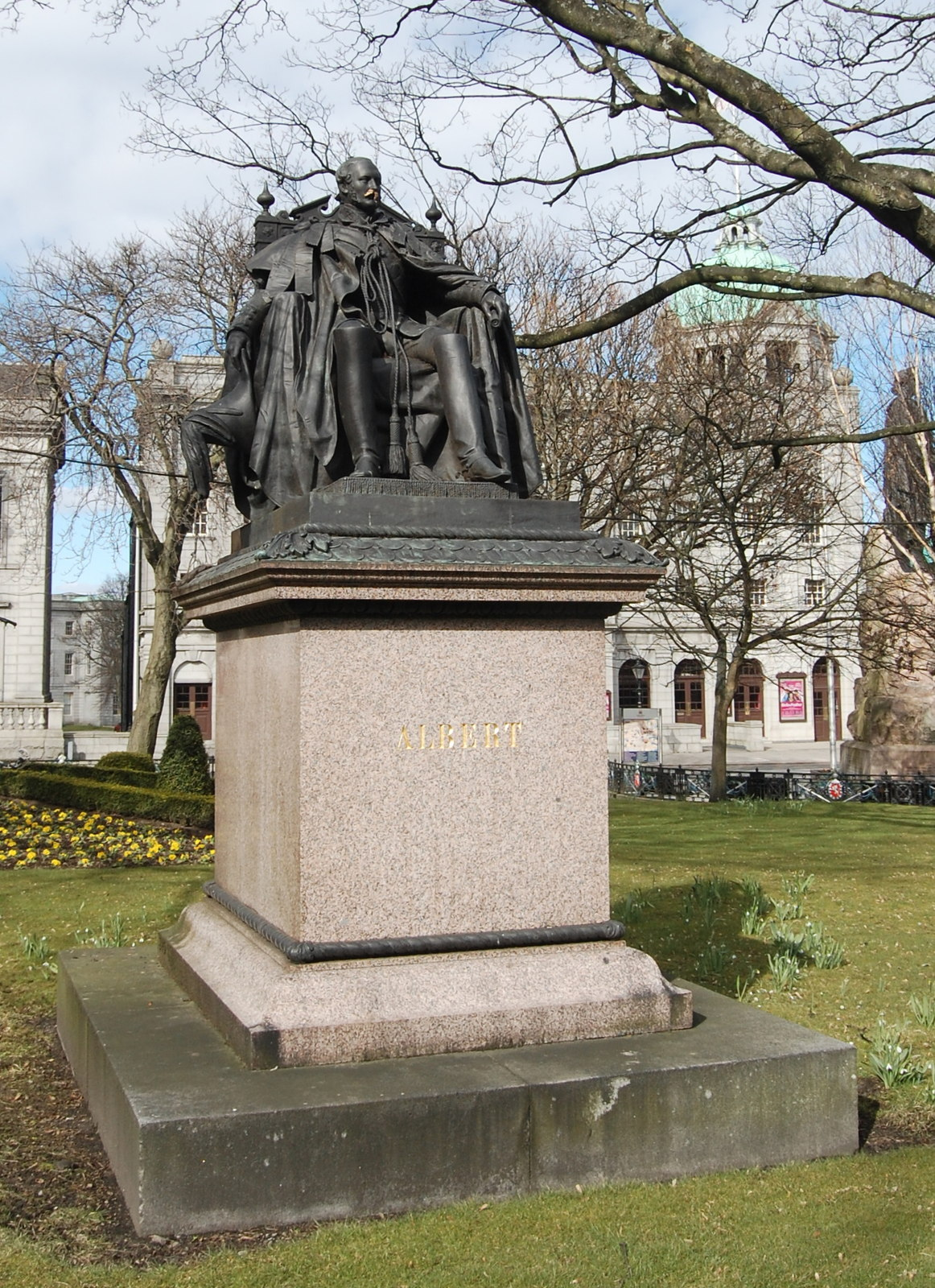
Prinz Albert
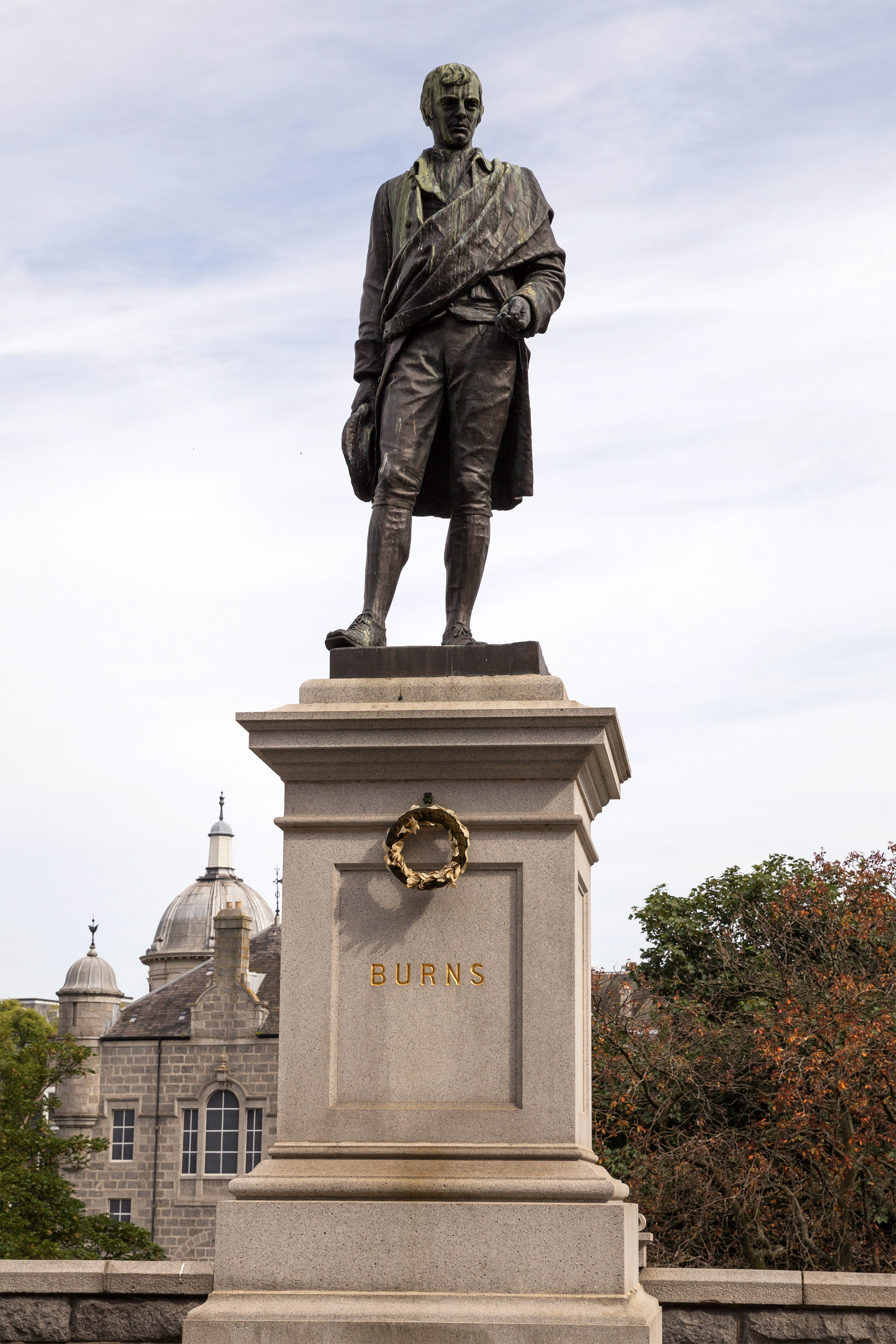
Robert Burns
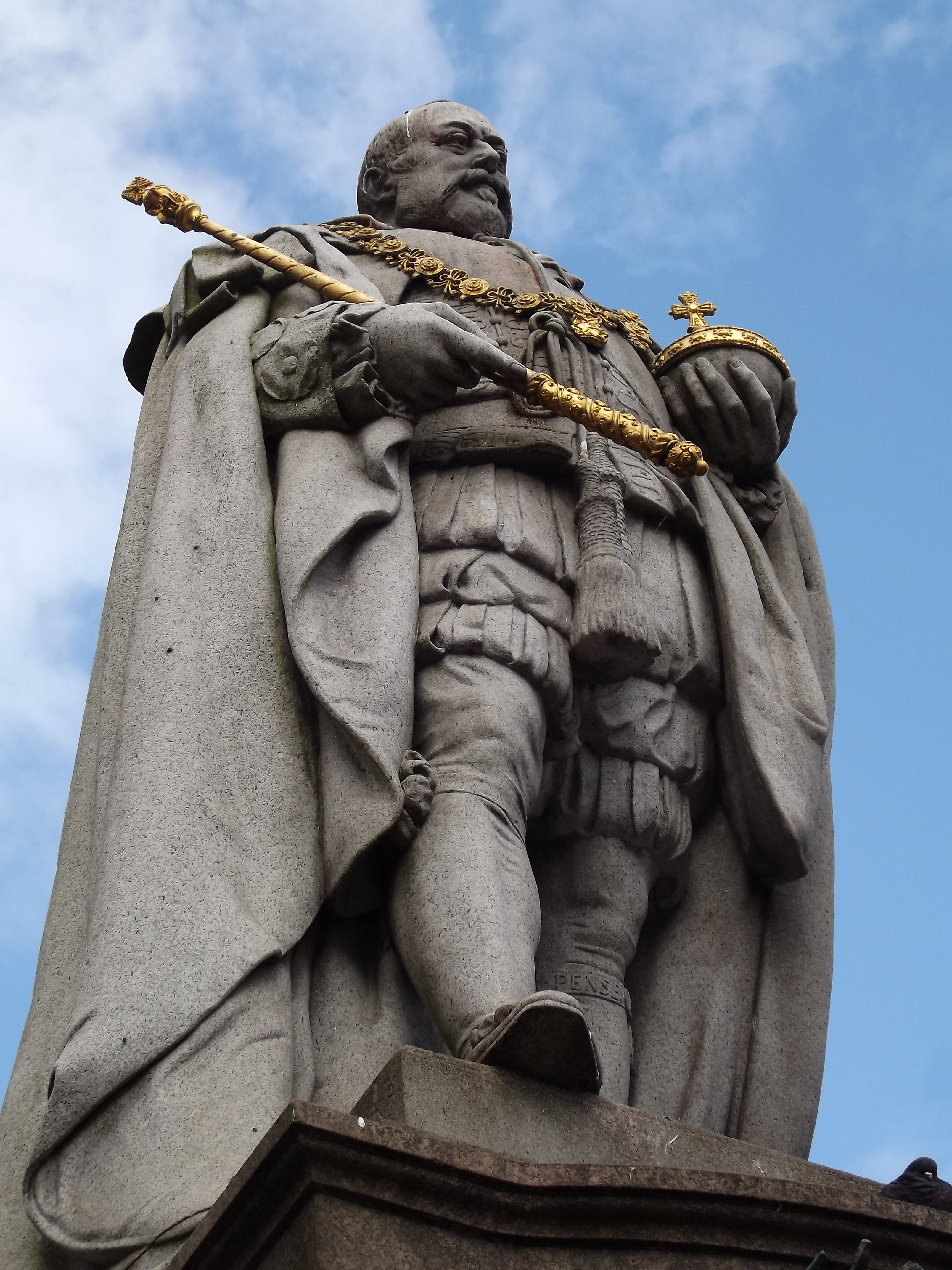
Eduard VII.